# ストリート・ファイティング・イヤーズ
『ストリート・ファイティング・イヤーズ』(Street Fighting Years)は、イギリスのロックバンド、シンプル・マインズの8枚目のアルバム。1989年5月8日にリリース。

## 概要
今までのアルバムと異なり、ベーシストやドラマーなどに数人のセッションミュージシャンが参加したため、バンドのベーシストであるジョン・ギブリンとドラマーのメル・ゲイナーも同じくセッションメンバーとしてクレジットされることとなった。セッションミュージシャンにはピーター・ガブリエルの作品に参加したマヌ・カチェ、ポリスのスチュワート・コープランド、リサ・ゲルマーノらが集まった。プロデューサーはトレヴァー・ホーン、スティーヴン・リップソンが担当し、リップソンはベーシストとしてもアルバムのレコーディングに参加した。またアルバムの2枚目のシングルである「This Is Your Land」にはルー・リードがボーカルで参加した。アルバムレコーディング後にギブリンが脱退し、1990年にデビュー時からのキーボーディストであるマイケル・マクニールも脱退した。
チェロやコントラバス、バグパイプ、アコーディオンといった楽器を使用し、『スパークル・イン・ザ・レイン』や『ワンス・アポン・ア・タイム』のスタジアム・ロック的な音響を維持しつつ、ケルト音楽やフォーク音楽からの影響も聴かせる、商業性から距離を置いた作風となった。
セールス面ではアルバムは全英1位を記録。アルバムからのファーストシングル「Belfast Child」も1位にランクインした。アルバムはヨーロッパ各国でもチャートトップ5にランクインを果たすなど成功を収めた。その一方でアメリカでは70位と、前作『ワンス・アポン・ア・タイム』の10位から大きく順位を下げる結果となった。

## 収録曲
特筆ない限り全曲シンプル・マインズ（ジム・カー、チャーリー・バーチル、マイケル・マクニール）の作曲。

### A面
1. "Street Fighting Years" - 6:26
2. "Soul Crying Out" - 6:07
3. "Wall of Love" - 5:20
4. "This Is Your Land" - 6:22
5. "Take a Step Back" - 4:22

### B面
1. "Kick It In" - 6:11
2. "Let It All Come Down" (John Giblin, Simple Minds) - 4:56
3. "Mandela Day" - 5:45
4. "Belfast Child" (Simple Minds, Traditional) - 6:42
5. "Biko" (Peter Gabriel) - 7:34

### CD版ボーナス・トラック
1. "When Spirits Rise" - 2:03

## 参加ミュージシャン
- ジム・カー - ボーカル
- チャーリー・バーチル - ギター
- マイケル・マクニール - ピアノ、アコーディオン、キーボード

### その他ミュージシャン
- ジョン・ギブリン - ベース、コントラバス
- スティーヴン・リップソン - ベース
- メル・ゲイナー - ドラムス
- マヌ・カチェ - ドラムス
- スチュワート・コープランド - ドラムス
- ルー・リード - ボーカル (#4)
- リサ・ゲルマーノ - ヴァイオリン
- ローナ・バノン - コーラス
- モーリーン・カー - ティン・ホイッスル、バウロン
- シドニー・シアム、アブドゥル・ムバウプ、ルロイ・ウィリアムス - パーカッション
- ウィリアム・リスゴウ、シーナ・マッケンジー - チェロ
- ロジャー・シャープ - バグパイプ